# Рокафорцата
Рокафорца̀та (на италиански: Roccaforzata) е село и община в Южна Италия, провинция Таранто, регион Пулия. Разположено е на 145 m надморска височина. Населението на общината е 1848 души (към 31 август 2009).